# 耶律延壽
耶律延壽女（?—?），为契丹（遼朝）皇族，辽道宗太子耶律濬之女。
耶律延寿幼年遭耶律乙辛之难，与兄耶律延禧一起养在萧怀忠家。後来李氏向辽道宗进挟谷歌，道宗感悟，召耶律延禧、耶律延寿兄妹还宫。耶律延寿封楚国公主，徙封许国公主。乾统元年，进封赵国公主，后加秦晋国长公主。下嫁萧韩家奴。  

## 传記資料
- 《遼史》公主表